# Garga Bobboré
Garga Bobboré, mort le 8 novembre 2020, est un entrepreneur et homme politique camerounais.

## Biographie

### Enfance, débuts et études
Garga Bobboré est un entrepreneur originaire du grand-nord Cameroun.

### Carrière
Il entame sa carrière en 1965 comme aide commerçant ; accompagnant son mentor revendeur de bétail. Avec son épargne, il lance sa propre activité,. En 2011, il est élu membre de la nouvelle structuration du comité central du RDPC au sortir du 3ᵉ congrès ordinaire,.